# Phorbia inconspicua
Phorbia inconspicua är en tvåvingeart som beskrevs av Willi Hennig 1969. Phorbia inconspicua ingår i släktet Phorbia och familjen blomsterflugor.
Artens utbredningsområde är Tyskland. Inga underarter finns listade i Catalogue of Life.